# 1962年バレーボール男子南米選手権
1962年バレーボール男子南米選手権（1962 Men's South American Volleyball Championship）は、1962年にチリのサンティアゴで開催された、南米バレーボール連盟主催の第5回バレーボール南米選手権男子大会である。7か国で競われ、ブラジルが5大会連続5回目の優勝を成し遂げた。

## 最終結果
| 順位 | 国           |
| ---- | ------------ |
| 1    | ブラジル     |
| 2    | アルゼンチン |
| 3    | ベネズエラ   |
| 4    | パラグアイ   |
| 5    | チリ         |
| 6    | ウルグアイ   |
| 7    | ペルー       |